# Kamil Kosowski
Kamil Kosowski (Ostrowiec Świętokrzyski, 30 agosto 1977) è un ex calciatore polacco, di ruolo attaccante.

## Caratteristiche tecniche
Giocava come ala. Nonostante era considerato un sinistro naturale, era in grado di calciare i calci da fermo con entrambi i piedi.

## Carriera

### Club

#### 1996-2005: Polonia e K'lautern
Debutta nella massima divisione polacca nella stagione 1996-1997 con il Górnik Zabrze. Milita in questa formazione fino alla fine del 1999, collezionando in tutto 64 presenze e una rete. A stagione 1999-2000 in corso. viene acquistato da una grande squadra del calcio polacco, il Wisla Cracovia. Con questa squadra disputa delle ottime stagioni, tra il 2000 e l'estate del 2003, scendendo in campo in campionato 101 volte e siglando 12 reti. In particolare la stagione 2002-2003 lo vede grande protagonista (con 29 presenze e 7 gol) e gli vale l'interessamento dei tedeschi del Kaiserslautern, che lo acquistano.
Kosowski, però, non riesce ad affermarsi in un campionato difficile come la Bundesliga: in due stagioni disputa 43 partite con un gol all'attivo, senza riuscire a ripetere i fasti dei tempi del Wisla Cracovia.

#### 2006-2011
Nella stagione 2005-2006 gioca in prestito al Southampton, nel Football League Championship, seconda serie del calcio inglese. Con questa formazione disputa 18 gare e segna un gol. Per la stagione 2006-2007, il Kaiserslautern lo ha ceduto in prestito al Chievo Verona. Kosowski ha cercato, senza fortuna, l'affermazione nella Serie A italiana. Al termine della stagione 2006-2007, conclusasi senza reti messe a segno e con la retrocessione in Serie B della squadra clivense, ha fatto ritorno in patria, nelle file del Wisla Cracovia. Nel gennaio 2008 passa al Cadice, in Spagna. Dal luglio 2008 gioca per l'APOEL Nicosia.

### Nazionale
Con la Nazionale polacca ha esordito nel 2001 in amichevole contro l'Islanda. Successivamente ha preso parte ai Mondiali 2006 in Germania, in quello che è stato l'unico torneo disputato in carriera con la selezione polacca con cui ha giocato 52 partite segnando 4 goal tra il 2001 e il 2009.

## Statistiche

### Cronologia presenze e reti in nazionale
| Cronologia completa delle presenze e delle reti in nazionale ― Polonia | Cronologia completa delle presenze e delle reti in nazionale ― Polonia | Cronologia completa delle presenze e delle reti in nazionale ― Polonia | Cronologia completa delle presenze e delle reti in nazionale ― Polonia | Cronologia completa delle presenze e delle reti in nazionale ― Polonia | Cronologia completa delle presenze e delle reti in nazionale ― Polonia | Cronologia completa delle presenze e delle reti in nazionale ― Polonia | Cronologia completa delle presenze e delle reti in nazionale ― Polonia |
| Data                                                                   | Città                                                                  | In casa                                                                | Risultato                                                              | Ospiti                                                                 | Competizione                                                           | Reti                                                                   | Note                                                                   |
| ---------------------------------------------------------------------- | ---------------------------------------------------------------------- | ---------------------------------------------------------------------- | ---------------------------------------------------------------------- | ---------------------------------------------------------------------- | ---------------------------------------------------------------------- | ---------------------------------------------------------------------- | ---------------------------------------------------------------------- |
| 15-8-2001                                                              | Reykjavík                                                              | Islanda                                                                | 1 – 1                                                                  | Polonia                                                                | Amichevole                                                             | -                                                                      | 46’                                                                    |
| 10-2-2002                                                              | Limassol                                                               | Polonia                                                                | 2 – 1                                                                  | Fær Øer                                                                | Amichevole                                                             | -                                                                      |                                                                        |
| 17-4-2002                                                              | Łódź                                                                   | Polonia                                                                | 1 – 2                                                                  | Romania                                                                | Amichevole                                                             | -                                                                      | 59’                                                                    |
| 21-8-2002                                                              | Stettino                                                               | Polonia                                                                | 1 – 1                                                                  | Belgio                                                                 | Amichevole                                                             | -                                                                      | 46’                                                                    |
| 7-9-2002                                                               | Serravalle                                                             | San Marino                                                             | 0 – 2                                                                  | Polonia                                                                | Qual. Euro 2004                                                        | -                                                                      |                                                                        |
| 12-10-2002                                                             | Varsavia                                                               | Polonia                                                                | 0 – 1                                                                  | Lettonia                                                               | Qual. Euro 2004                                                        | -                                                                      | 63’                                                                    |
| 16-10-2002                                                             | Ostrowiec Świętokrzyski                                                | Polonia                                                                | 2 – 0                                                                  | Nuova Zelanda                                                          | Amichevole                                                             | -                                                                      |                                                                        |
| 20-11-2002                                                             | Copenaghen                                                             | Danimarca                                                              | 2 – 0                                                                  | Polonia                                                                | Amichevole                                                             | -                                                                      |                                                                        |
| 12-2-2003                                                              | Spalato                                                                | Croazia                                                                | 0 – 0                                                                  | Polonia                                                                | Amichevole                                                             | -                                                                      |                                                                        |
| 29-3-2003                                                              | Chorzów                                                                | Polonia                                                                | 0 – 0                                                                  | Ungheria                                                               | Qual. Euro 2004                                                        | -                                                                      |                                                                        |
| 2-4-2003                                                               | Ostrowiec Świętokrzyski                                                | Polonia                                                                | 5 – 0                                                                  | San Marino                                                             | Qual. Euro 2004                                                        | 1                                                                      | 39’                                                                    |
| 30-4-2003                                                              | Bruxelles                                                              | Belgio                                                                 | 3 – 1                                                                  | Polonia                                                                | Amichevole                                                             | -                                                                      | 57’                                                                    |
| 6-6-2003                                                               | Poznań                                                                 | Polonia                                                                | 3 – 0                                                                  | Kazakistan                                                             | Amichevole                                                             | -                                                                      | 46’                                                                    |
| 11-6-2003                                                              | Solna                                                                  | Svezia                                                                 | 3 – 0                                                                  | Polonia                                                                | Qual. Euro 2004                                                        | -                                                                      | 64’                                                                    |
| 20-8-2003                                                              | Tallinn                                                                | Estonia                                                                | 1 – 2                                                                  | Polonia                                                                | Amichevole                                                             | -                                                                      | 46’                                                                    |
| 6-9-2003                                                               | Riga                                                                   | Lettonia                                                               | 0 – 2                                                                  | Polonia                                                                | Qual. Euro 2004                                                        | -                                                                      | 68’                                                                    |
| 10-9-2003                                                              | Cracovia                                                               | Polonia                                                                | 0 – 2                                                                  | Svezia                                                                 | Qual. Euro 2004                                                        | -                                                                      | 67’                                                                    |
| 11-10-2003                                                             | Budapest                                                               | Ungheria                                                               | 1 – 2                                                                  | Polonia                                                                | Qual. Euro 2004                                                        | -                                                                      | 52’                                                                    |
| 12-11-2003                                                             | Varsavia                                                               | Polonia                                                                | 3 – 1                                                                  | Italia                                                                 | Amichevole                                                             | -                                                                      | 90’                                                                    |
| 16-11-2003                                                             | Płock                                                                  | Polonia                                                                | 4 – 3                                                                  | Serbia e Montenegro                                                    | Amichevole                                                             | 1                                                                      | 85’                                                                    |
| 18-2-2004                                                              | San Fernando                                                           | Slovenia                                                               | 0 – 2                                                                  | Polonia                                                                | Amichevole                                                             | -                                                                      | 16’                                                                    |
| 28-4-2004                                                              | Bydgoszcz                                                              | Polonia                                                                | 0 – 0                                                                  | Irlanda                                                                | Amichevole                                                             | -                                                                      | 46’                                                                    |
| 29-5-2004                                                              | Stettino                                                               | Polonia                                                                | 1 – 0                                                                  | Grecia                                                                 | Amichevole                                                             | -                                                                      | 74’                                                                    |
| 5-6-2004                                                               | Solna                                                                  | Svezia                                                                 | 3 – 1                                                                  | Polonia                                                                | Amichevole                                                             | -                                                                      | 59’                                                                    |
| 18-8-2004                                                              | Poznań                                                                 | Polonia                                                                | 1 – 5                                                                  | Danimarca                                                              | Amichevole                                                             | -                                                                      | 58’                                                                    |
| 8-9-2004                                                               | Cracovia                                                               | Polonia                                                                | 1 – 2                                                                  | Inghilterra                                                            | Qual. Mondiali 2006                                                    | -                                                                      | 80’                                                                    |
| 9-10-2004                                                              | Vienna                                                                 | Austria                                                                | 1 – 3                                                                  | Polonia                                                                | Qual. Mondiali 2006                                                    | -                                                                      | 46’ 52’                                                                |
| 13-10-2004                                                             | Cardiff                                                                | Galles                                                                 | 2 – 3                                                                  | Polonia                                                                | Qual. Mondiali 2006                                                    | -                                                                      |                                                                        |
| 17-11-2004                                                             | Saint-Denis                                                            | Francia                                                                | 0 – 0                                                                  | Polonia                                                                | Amichevole                                                             | -                                                                      | 90’                                                                    |
| 9-2-2005                                                               | Grodzisk Wielkopolski                                                  | Polonia                                                                | 1 – 3                                                                  | Bielorussia                                                            | Amichevole                                                             | -                                                                      | 46’                                                                    |
| 26-3-2005                                                              | Varsavia                                                               | Polonia                                                                | 8 – 0                                                                  | Azerbaigian                                                            | Qual. Mondiali 2006                                                    | 1                                                                      | 46’                                                                    |
| 29-5-2005                                                              | Stettino                                                               | Polonia                                                                | 1 – 0                                                                  | Albania                                                                | Amichevole                                                             | -                                                                      | 46’                                                                    |
| 4-6-2005                                                               | Baku                                                                   | Azerbaigian                                                            | 0 – 3                                                                  | Polonia                                                                | Qual. Mondiali 2006                                                    | -                                                                      |                                                                        |
| 15-8-2005                                                              | Kiev                                                                   | Polonia                                                                | 3 – 2                                                                  | Serbia e Montenegro                                                    | Amichevole                                                             | -                                                                      | 88’                                                                    |
| 17-8-2005                                                              | Kiev                                                                   | Israele                                                                | 2 – 3                                                                  | Polonia                                                                | Amichevole                                                             | -                                                                      | 89’                                                                    |
| 3-9-2005                                                               | Varsavia                                                               | Polonia                                                                | 3 – 2                                                                  | Austria                                                                | Qual. Mondiali 2006                                                    | 1                                                                      | 87’                                                                    |
| 7-9-2005                                                               | Varsavia                                                               | Polonia                                                                | 1 – 0                                                                  | Galles                                                                 | Qual. Mondiali 2006                                                    | -                                                                      | 79’                                                                    |
| 7-10-2005                                                              | Bydgoszcz                                                              | Polonia                                                                | 3 – 2                                                                  | Islanda                                                                | Amichevole                                                             | -                                                                      | 46’                                                                    |
| 12-10-2005                                                             | Manchester                                                             | Inghilterra                                                            | 2 – 1                                                                  | Polonia                                                                | Qual. Mondiali 2006                                                    | -                                                                      |                                                                        |
| 13-11-2005                                                             | Barcellona                                                             | Polonia                                                                | 3 – 0                                                                  | Ecuador                                                                | Amichevole                                                             | -                                                                      | 46’                                                                    |
| 1-3-2006                                                               | Kaiserslautern                                                         | Stati Uniti                                                            | 1 – 0                                                                  | Polonia                                                                | Amichevole                                                             | -                                                                      | 61’                                                                    |
| 2-5-2006                                                               | Bełchatów                                                              | Polonia                                                                | 0 – 1                                                                  | Lituania                                                               | Amichevole                                                             | -                                                                      |                                                                        |
| 14-5-2006                                                              | Wronki                                                                 | Polonia                                                                | 4 – 0                                                                  | Fær Øer                                                                | Amichevole                                                             | -                                                                      |                                                                        |
| 30-5-2006                                                              | Chorzów                                                                | Polonia                                                                | 1 – 2                                                                  | Colombia                                                               | Amichevole                                                             | -                                                                      | 46’                                                                    |
| 3-6-2006                                                               | Wolfsburg                                                              | Croazia                                                                | 0 – 1                                                                  | Polonia                                                                | Amichevole                                                             | -                                                                      | 74’                                                                    |
| 9-6-2006                                                               | Gelsenkirchen                                                          | Ecuador                                                                | 2 – 0                                                                  | Polonia                                                                | Mondiali 2006 - 1º turno                                               | -                                                                      | 78’                                                                    |
| 13-10-2007                                                             | Varsavia                                                               | Polonia                                                                | 3 – 1                                                                  | Kazakistan                                                             | Qual. Euro 2008                                                        | -                                                                      | 79’                                                                    |
| 17-10-2007                                                             | Łódź                                                                   | Polonia                                                                | 0 – 1                                                                  | Ungheria                                                               | Amichevole                                                             | -                                                                      |                                                                        |
| 17-11-2007                                                             | Chorzów                                                                | Polonia                                                                | 2 – 0                                                                  | Belgio                                                                 | Qual. Euro 2008                                                        | -                                                                      | 85’                                                                    |
| 21-11-2007                                                             | Belgrado                                                               | Serbia                                                                 | 2 – 2                                                                  | Polonia                                                                | Qual. Euro 2008                                                        | -                                                                      | 19’                                                                    |
| 14-11-2009                                                             | Varsavia                                                               | Polonia                                                                | 0 – 1                                                                  | Romania                                                                | Amichevole                                                             | -                                                                      | 75’                                                                    |
| 18-11-2009                                                             | Stettino                                                               | Polonia                                                                | 1 – 0                                                                  | Canada                                                                 | Amichevole                                                             | -                                                                      | 69’                                                                    |
| Totale                                                                 |                                                                        | Presenze                                                               | 52                                                                     |                                                                        | Reti                                                                   | 4                                                                      |                                                                        |

## Palmarès

### Club

#### Competizioni nazionali
- Campionato polacco: 2

Wisla Cracovia: 2000-2001, 2002-2003
- Coppa di Polonia: 1

Wisla Cracovia: 2001-2002, 2002-2003
- Coppa di Lega polacca: 1

Wisla Cracovia: 2001
- Supercoppa di Polonia: 1

Wisla Cracovia: 2001
- Campionato cipriota: 1

APOEL: 2008-2009
- Supercoppa di Cipro: 2

APOEL: 2008, 2009